# 索乔尔罗
索乔尔罗（Socorro (Serula)），是印度果阿邦北果阿縣的一个城镇。总人口10171（2001年）。

## 人口
该地2001年总人口10171人，其中男性5160人，女性5011人；0—6岁人口1071人，其中男552人，女519人；识字率77.85%，其中男性为81.26%，女性为74.34%。